# Hòn Mài
Hòn Mài là một đảo nhỏ trong quần thể đảo thuộc huyện Đầm Hà, tỉnh Quảng Ninh, nằm ở tọa độ 21,29023°B 107,62495°Đ, có diện tích 100.000 m2.

## Địa lý

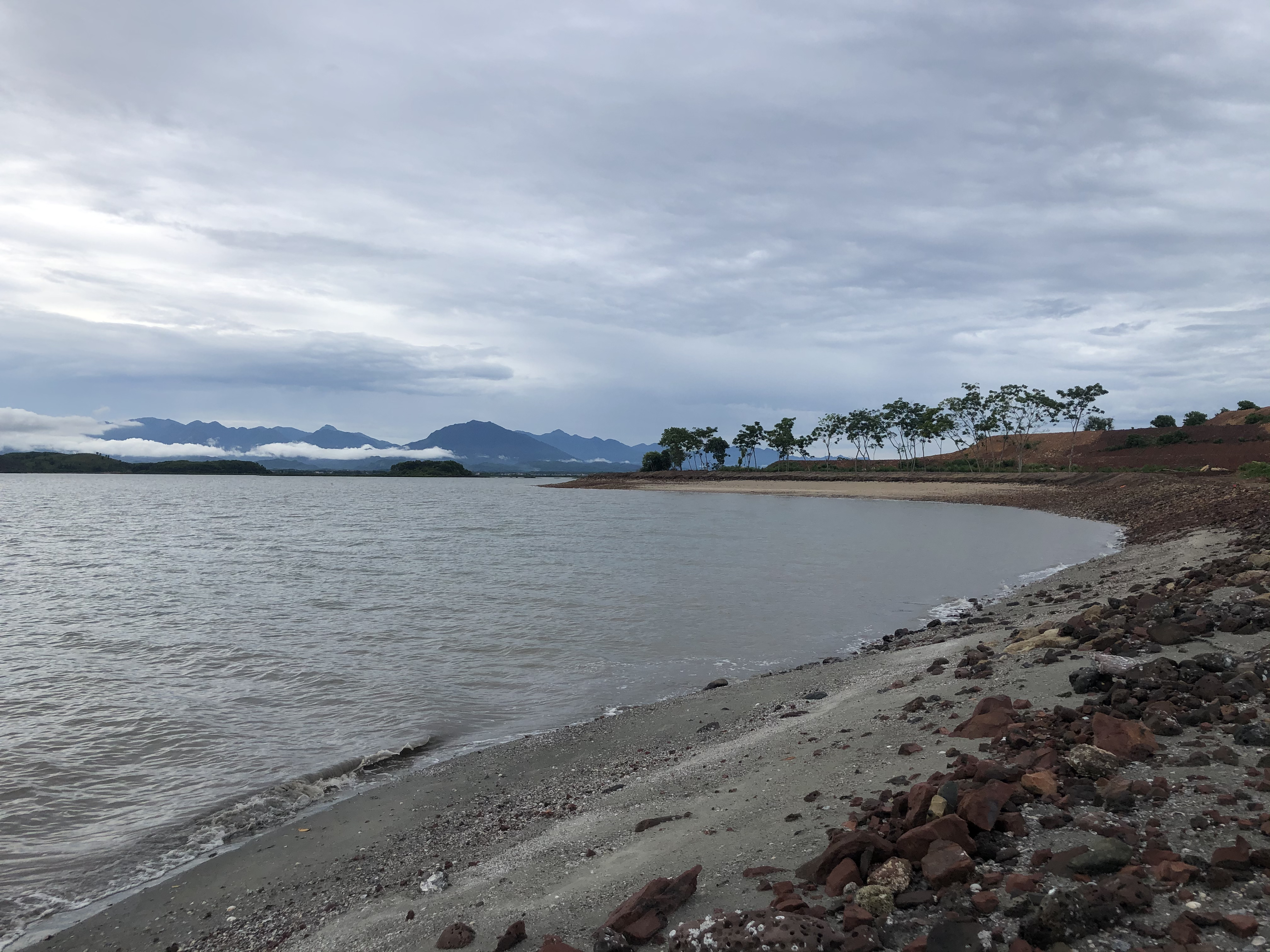
Bãi cát mặt lưng đảo

Phía Tây Bắc đảo là huyện Đầm Hà, phía Đông Bắc là hòn Dứa 21,28128°B 107,61678°Đ, phía Tây là đảo Ba Núi 21,24565°B 107,61638°Đ, phía Đông Nam là cửa Bò Vàng.
Đảo có vị trí thuận lợi khi di chuyển đến từ các địa điểm du lịch, sân bay và các cảng biển trong khu vực: cách 6 km phía Bắc là cảng Đầm Buôn thuộc huyện Đầm Hà, cách cảng Phúc Tiến huyện Đầm Hà 8 km, phía tây cách cảng Vạn Hoa huyện Vân Đồn 10 km, phía Đông Bắc cách đảo Cái Chiên 15 km.

Từ Hòn Mài thời gian di chuyển bằng các phương tiện đến đảo Tuần Châu, Hạ Long trong khoảng 1h30', đến cảng Cái Rồng, Vân Đồn trong khoảng 50', đến Mũi Ngọc, Móng Cái trong khoảng 40', đến cảng hàng không quốc tế Vân Đồn khoảng 30'.

## Điều kiện tự nhiên

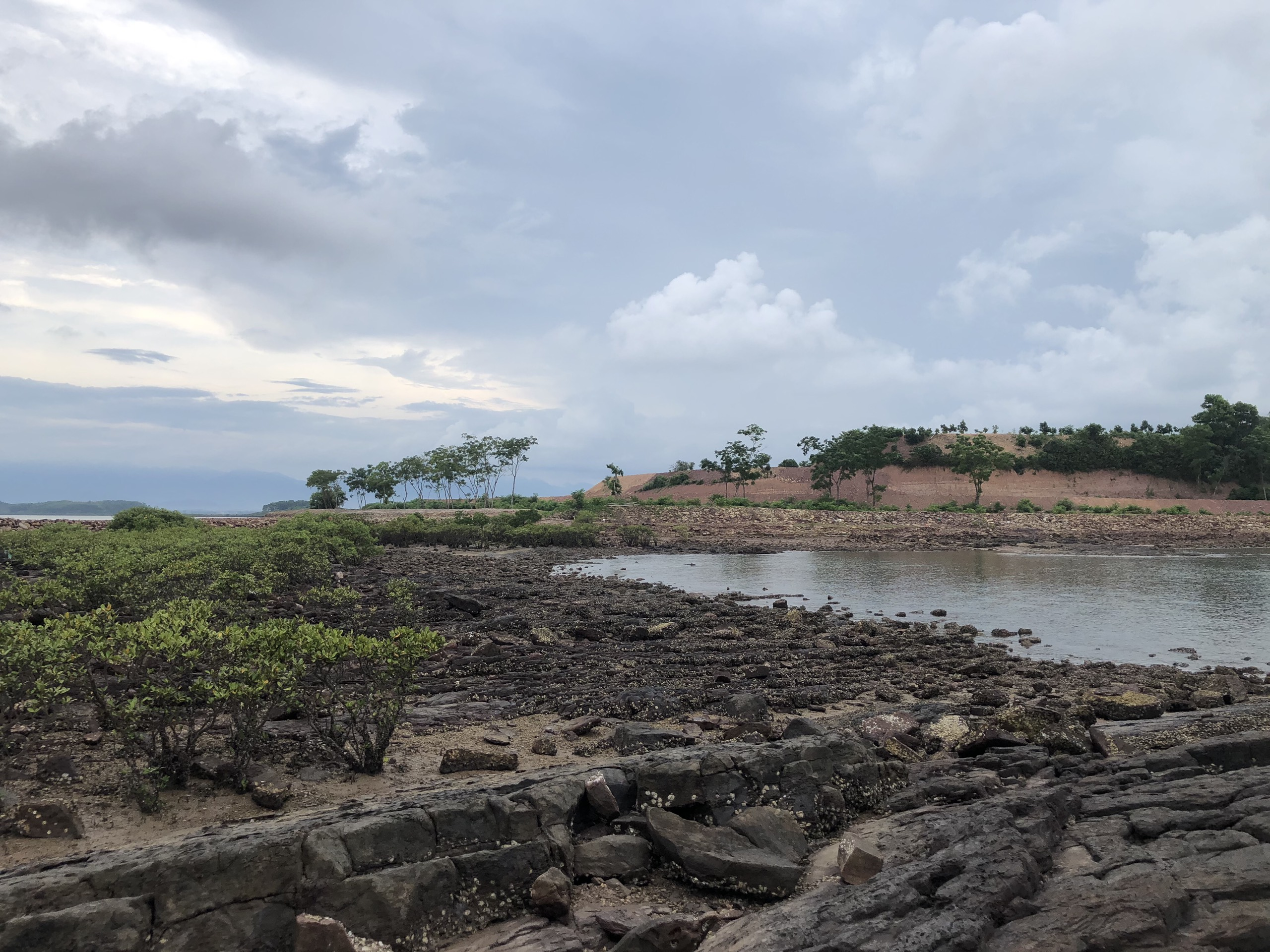
Ghềnh đá mặt trước đảo

Khí hậu trên đảo Hòn Mài do nằm sát vùng vịnh Bái Tử Long nên cũng mang đặc điểm khí hậu của vùng này. Đảo có khí hậu phân hóa 2 mùa rõ rệt: mùa hạ nóng ẩm, và mùa đông khô lạnh. Nhiệt độ trung bình năm từ 15 °C - 25 °C; lượng mưa vào khoảng 2000 mm/năm. Thủy triều trên đảo với mức triều vào khoảng 3.5- 4m/ngày. Độ mặn nước biển vào khoảng từ 31- 34.5 phần nghìn vào mùa khô và thấp hơn trong mùa hè.
Do vị trí nằm trong một ngư trường kín gió, ít lắng đọng nên vùng biển quanh đảo có nhiều hải sản, sản vật phong phú về loài, số lượng như: Tôm he, mực, sái sùng, cá thu, cá song, cá vược v.v.., trên đảo có nhiều loài ốc, hà, cua. Sái sùng là hải sản nổi tiếng vì chất lượng tuyệt hảo, sự bổ dưỡng và quý hiếm. Từ thời xưa, chúng được khai thác để làm cống vật cho vua, quan.
Đặc biệt, do môi trường tự nhiên trong sạch không bị ô nhiễm, đảo là nơi duy nhất trong quần thể đảo có san hô đỏ - một trong những loài san hô quý hiếm phát triển. Bên cạnh đó, vào thời gian nhất định trong tháng, ngư dân trong vùng chứng kiến sự xuất hiện các đàn Cá heo tụ tập xung quanh đảo.
Đảo có đất đai phì nhiêu và điều kiện thiên nhiên thích hợp trên đảo trồng được nhiều loại cây dược liệu quý như Đinh lăng, Đương quy, Sâm nam với hàm lượng saponin cao.

## Địa hình
Toàn bộ đảo có diện tích 100.000 m2, trong đó có 40.000 m2 là diện tích bằng phẳng. Mặt phía Tây là bãi cát tự nhiên trắng mịn, mặt phía Đông Nam và phía Tây Nam là các ghềnh đá có các hình thù lạ mắt do hoạt động kiến tạo địa chất được các nhà khoa học cho là cách đây hàng triệu năm tạo nên.
Đảo được thiên nhiên ban tặng cho điều kiện địa hình, địa lý thích hợp cho các hoạt động du lịch sinh thái, trải nghiệm. Chính vì thế đảo nằm trong quy hoạch phát triển du lịch của tỉnh.

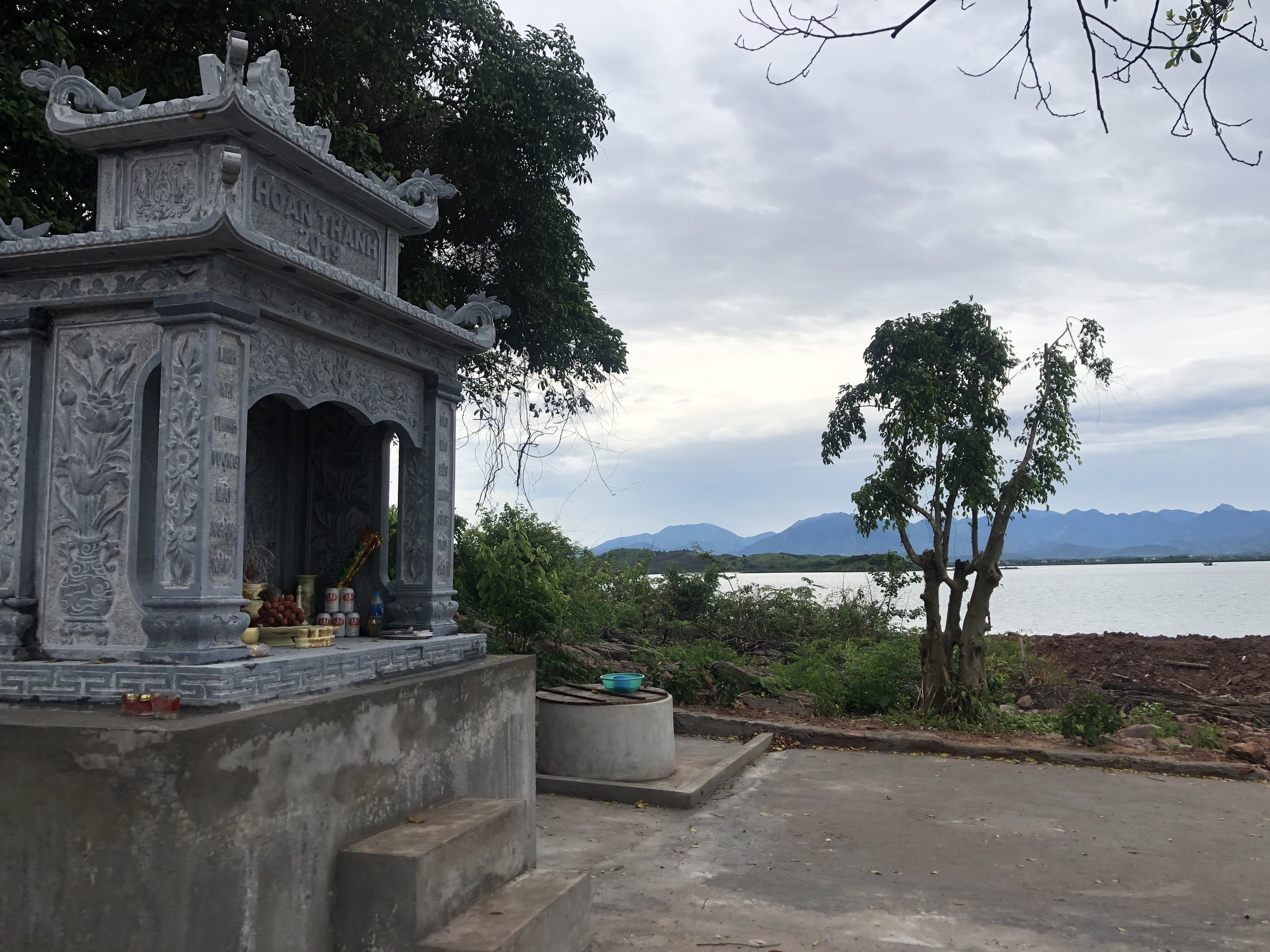
Miếu thờ trên đảo

## Lịch sử
Theo nhiều tài liệu và bản đồ ở những thời kỳ khác nhau và theo truyền tụng trong dân gian thì hòn đảo này từng là chỗ lưu chú của ông tổ nghề câu Lý Đình Trương. Tương truyền, ông là hậu duệ của triều Lý từng có thời gian ở trên đảo, truyền nghề câu, nghề đánh bắt hải sản cho ngư dân các huyện miền Đông của tỉnh Quảng Ninh. Hiện nay trên đảo còn miếu thờ ông.